# Livsstilsefterskolen Hjarnø
Livsstilsefterskolen Hjarnø er en efterskole på den lille ø Hjarnø i Horsens Fjord. Skolen er en del af den selvejende institution BGI akademiet, der i forvejen driver skolen, der bærer navnet BGI Akademiet, i Bjerre 20 km syd for Horsens. Efterskolen på Hjarnø startede sit virke i 2019 med korte kurser og arrangementer for andre grupper, og har åbnet for optagelse af den første fulde efterskoleårgang fra efteråret 2020. Skolen har især fokus på sundhed og livsstilsændringer i form af indarbejdelse af sunde vaner på områder som kost og motion.

## Organisation
Efterskolen har plads til 60 elever i 8., 9. eller 10. klasse. Skolens daglige leder er afdelingsleder Line Stausgaard Hansen. Stausgaard Hansen er uddannet klinisk diætist.

## Historie
Skolen ligger på en nedlagt landbrugsejendom. De ældste bygninger er opført i 1927. I 1972 blev gården solgt og ombygget til kursuscenter. I 1997 blev den overtaget af Kempler Instituttet der frem til 2008 holdt kurser i familieterapi på stedet. I 2010 startede Phønix Efterskole sit virke i bygningerne. Det var en efterskole, der især henvendte sig til danske unge med tyrkisk baggrund, og som var forbeholdt drenge. I 2016 blev den ramt af en konflikt i det dansk-tyrkiske miljø, da den blev hængt ud for at støtte eksiltyrkeren Fethullah Gülen, som den tyrkiske præsident Erdogan beskyldte for at stå bag det militære kupforsøg i Tyrkiet 2016. Det fik en del forældre med tyrkisk baggrund til at udmelde deres børn, og i august 2018 måtte Phønix Efterskole lukke. I september samme år købte den selvejende institution BGI akademiet (tidligere Bjerre Herreds Ungdomsskole) bygningerne for 4 mio. kr. for at starte en ny skole på øen. Øen og dens natur blev vurderet at være gode rammer for en efterskole, der blandt andet skulle stimulere eleverne til at være meget ude i naturen.